# Цона Артиђанале Паулезе (Кремона)
Цона Артиђанале Паулезе је насеље у Италији у округу Кремона, региону Ломбардија.
Према процени из 2011. у насељу је живело 10 становника. Насеље се налази на надморској висини од 80 м.